# Moresby (Peros Banhos)
Otok Moresby je otok na atolu Peros Banhos u arhipelagu Chagos Britanskog teritorija Indijskog oceana. Od susjednog otoka Île de la Passe je odvojen samo plitkim prolazom, širokim oko 50 metara.